# Armut, Reichtum, Mensch und Tier
Armut, Reichtum, Mensch und Tier ist ein dramatisches Schauspiel in vier Akten von Hans Henny Jahnn.

## Inhalt
Im Leben des einsamen norwegischen Bauern Manao Vinje, der nur sein Pferd liebt, werden drei sehr gegensätzliche Frauenfiguren eine Rolle spielen. Als er sich aufmacht, um zu heiraten, gibt es da zunächst auf der einen Seite die stille, selbstlose und opferbereite Magd Sofia, auf der anderen Seite die reiche, herrschsüchtige und besitzgierige Anna. Enttäuscht darüber, dass sich der Bauer mit Sofia verlobt, schafft sie es mit Intrigen und Gewalt, die Nebenbuhlerin schuldlos ins Gefängnis zu bringen. Dann erobert sie Vinje, der erst sehr viel später dahinterkommt, was tatsächlich geschehen ist, und sich mit Sofia wieder versöhnt. Beide ziehen in den abgeschiedenen Norden des Landes. Als Sofia stirbt, erwartet Anna, dass er zu ihr zurückkehrt. Doch Vinje zieht mit Jytte, einem Elfenmädchen, einer Reinkarnation seines geliebten Pferdes in Menschengestalt, welches ihm Sofia ersetzt, ins hohe Gebirge.

## Entstehungsgeschichte
1933 entstand eine erste Fassung in der Schweiz. Der ursprüngliche Titel lautete Armut und Reichtum, Mensch und Tier. Als Jahnn feststellte, dass sich durch die Streichung des ersten „und“ aus den Anfangsbuchstaben das Wort „Armut“ ergab, änderte er den Titel. Das Stück wurde mit der Begründung, es sei zu wenig vaterländisch, nicht in die Spielpläne der deutschen Bühnen aufgenommen. Jahnn versuchte, es in Dänemark aufführen zu lassen, der Schriftsteller Valdemar Rørdam übersetzte es, eine Aufführung kam dort nicht zustande. In den Jahren 1935–1945 schrieb Jahnn eine zweite Fassung, die 1948 zur Aufführung kam. Sie besteht aus 4 Akten, wobei jeder Akt drei Szenen hat.

## Aufführungen
Die Uraufführung fand am 25. Juni 1948 gleichzeitig in Hamburg im Deutschen Schauspielhaus und in Wuppertal an den Wuppertaler Bühnen statt. Weitere Inszenierungen gab es unter anderem 1950 im Zürcher Schauspielhaus, in Darmstadt (1951), Münster (1969), Berlin (1993), Hamburg (1994) sowie 1997/98 am Staatstheater Mainz und 2001/2002 unter der Regie von Konstanze Lauterbach in Bremen und 2004 am Deutschen Theater Berlin. 2009 sendete Deutschlandradio Kultur eine Hörspielfassung.

## Literarische Deutung
Jahnn hatte während des Ersten Weltkriegs im norwegischen Exil gelebt, was sich in den Handlungsplätzen seines Romans Perrudja und im Stück Armut, Reichtum, Mensch und Tier widerspiegelt. In beiden Werken geht es auch um das Thema der Flucht vor den Problemen der Welt in die Abgeschiedenheit der Berge und spielt das Pferd eine wesentliche Rolle. In Armut. Reichtum, Mensch und Tier treten vor allem die weiblichen Figuren in den Vordergrund. Jytte wird als Idealfigur gezeichnet, denn sie vereinigt die guten Eigenschaften (liebevolle Güte und Kraft) von Sofia und Anna in ihrer Person; gleichzeitig ist sie aber auch ein mythisch-mehrdeutiges Wesen, wie überhaupt einige märchenhafte Figuren – zum Beispiel der Troll Yngve – auftauchen. Jytte verbindet letztendlich alles: Armut, Reichtum, Mensch und Tier. Jahnn sieht das Stück auch als eine Verteidigung der Existenz des Tieres.

## Rezeption
Die Hamburger Uraufführung, bei der Bernhard Minetti den Manao Vinje spielte, fand vor einem erlesenen Publikum statt: Bürgermeister, Landesbischof, der gesamte Senat und Vertreter der Militärregierung waren darunter. Die Kritik war sehr unterschiedlich. Manche hielten das Stück für einen Reinfall, der Hamburger Tagesspiegel dagegen schrieb von einem Werk „von atemberaubender Tiefe und Dichte“, dem ein Teil der Zuschauer unfähig war zu folgen. Widersprüchlich wurden die Wuppertaler und die Zürcher Aufführung (1950 unter Leonard Steckel) rezensiert. Doch hat das Stück bis heute immer wieder Regisseure zu Inszenierungen gereizt, da der Stoff viele Spielarten zulässt.

## Zitat
Manao:

„Anna soll vor den Richter. Deine Verleumder sollen Abbitte tun.“

Sofia:

„Was gewinne ich? Was in meinem Dasein wird sich verändern? Daß man mich bedauert? Den Schmutz, mit dem man mich betan hat, abwäscht? Es wird die Erinnerung an die Abgründe, in die ich gestoßen wurde, mir nicht genommen werden.“

### Textausgaben
- Weismann, München 1948 (Die Erstausgabe wurde wegen einiger Fehler fast vollständig wieder eingestampft; 1948 erschien eine zweite verbesserte Fassung.)
- Enthalten in: Hans Henny Jahnn: Werke und Tagebücher. Bd. 5.,  Dramen. Teil 2. Hoffmann und Campe, Hamburg 1974
- Enthalten in: Hans Henny Jahnn: Werke. Bd. 7. Dramen II. Hoffmann und Campe, Hamburg 1993. ISBN 978-3-455-03837-8
- Es gibt eine berndeutsche Fassung von Rudolf Stalder auf Video und DVD. 1995

### Sekundärliteratur
- Thomas Freeman: Hans Henny Jahnn. Eine Biographie. Hoffmann und Campe, Hamburg 1986, ISBN 3-455-08608-X.
- Walter Blohm: Die außerrealen Figuren in den Dramen Hans Henny Jahnns. Lüdke, Hamburg 1971.
- Siegfried Kienzle: Armut, Reichtum, Mensch und Tier. In: Lexikon der Weltliteratur in Charakteristiken und Kurzinterpretationen, Stuttgart 1968
- Walter Muschg: Hans Henny Jahnn. In: Walter Muschg, Pamphlet und Bekenntnis. Olten 1968
- Georg Hensel: Domestizierter Hans Henny Jahnn. In: Darmstädter Echo vom 14. März 1951
- Ernst Kreuder: Weltschwermut. Ein Drama und sein Publikum. In: Die Zeit vom 6. Januar 1949